# Brachyanax thelestrephones
Brachyanax thelestrephones är en tvåvingeart som beskrevs av Neal L. Evenhuis 1981. Brachyanax thelestrephones ingår i släktet Brachyanax och familjen svävflugor. Inga underarter finns listade i Catalogue of Life.